# Rioux-Martin
Rioux-Martin é uma comuna francesa na região administrativa da Nova Aquitânia, no departamento de Charente. Estende-se por uma área de 14,60 km². Em 2010 a comuna tinha 232 habitantes (densidade: 15,9 hab./km²).